# Canton de Montagnac (Dordogne)
Pour les articles homonymes, voir Canton de Montagnac.
Le canton de Montagnac est un ancien canton français du département de la Dordogne, entre 1790 et 1802. Il a fait partie du district de Bergerac puis de l'arrondissement de Bergerac. Le canton avait pour chef-lieu Montagnac.

## Histoire
Le canton de Montagnac est créé en 1790 sous la Révolution, en même temps que les départements. Il dépend du district de Bergerac jusqu'en 1795, date de suppression des districts. En 1801, il est rattaché à l'arrondissement de Bergerac. Il  prend le nom de canton de Villamblard l'année suivante, à la suite du transfert du chef-lieu de canton depuis Montagnac vers Villamblard.

## Composition

### Période 1790-1801
Composé initialement en 1790 de quinze communes, le canton n'en compte plus que onze après 1794, à la suite de plusieurs fusions de municipalités :
- Bassac, fusionnée avant 1795 avec Beauregard[2] ;
- Beauregard, puis Beauregard et Bassac après la fusion avec Bassac[3] ;
- Beleymas[4] ;
- Campagnac, fusionnée avant 1795 avec Montagnac[5] ;
- Campsegret[6] ;
- Douville, puis Douville et Mamet, puis à nouveau Douville, après les fusions avec Mamet et La Sauvetat Grasset[7] ;
- Laveyssière[8] ;
- Mamet, fusionnée avant 1795 avec Douville[9] ;
- Maurens[10] ;
- Montagnac[1] ;
- Saint-Jean-d'Eyraud[11] ;
- Saint-Julien-de-Crempse[12] ;
- Saint-Martin-des-Combes[13] ;
- La Sauvetat Grasset, fusionnée avant 1795 avec Douville[14] ;
- Villamblard[15].

### Période 1801-1802
En 1801 et 1802, le canton de Montagnac est composé de dix-neuf communes, avant le transfert du chef-lieu de canton vers Villamblard.
Après la suppression du canton de Liorac et du canton des Leches par la loi du  8 pluviôse an IX (28 janvier 1801)  portant sur la « réduction du nombre de justices de paix », huit de leurs communes sont alors rattachées au canton de Montagnac :
- en provenance du canton des Leches :
  - Bourgnac[16] ;
  - Église-Neuve-d'Issac[17] ;
  - Issac[18] ;
  - Saint-Hilaire-d'Estissac[19] ;
  - Saint-Jean-d'Estissac[20] ;
- en provenance du canton de Liorac :
  - Clermont Beauregard[21] ;
  - Saint-Georges-de-Montclard[22] ;
  - Saint Maurice[23].